# Onafhankelijke stad
Een onafhankelijke stad (Engels: independent city) is een bestuurlijke eenheid in de Verenigde Staten. Het is een stad die geen deel uitmaakt van een county. Ze worden vaak echter wel behandeld als county's voor statistische doeleinden. Er zijn in totaal 41 onafhankelijke steden in de Verenigde Staten, waarvan 38 zich in Virginia bevinden.
De overige drie onafhankelijke steden zijn:
- Baltimore (Maryland),
- Saint Louis (Missouri) en
- Carson City (Nevada).

Een onafhankelijke stad verschilt van een gefuseerde city-county, doordat bij die vorm een stad en een county fuseren, waarbij het een county blijft, en bij een onafhankelijke stad de stad niet tegelijkertijd een county is.

## Onafhankelijke steden

### Virginia
In Virginia bevinden zich de meeste onafhankelijke steden, omdat daar alle steden buiten een county liggen. De onafhankelijke steden worden echter wel vaak als county's behandeld. De eerste onafhankelijke stad in Virginia was Williamsburg, dat in 1722 deze status kreeg. Volgens de grondwet van Virginia, die een onafhankelijke stad beschrijft als een "independent incorporated community", moeten nieuwe onafhankelijke steden minimaal 5.000 inwoners tellen. Ook wordt voor de benoeming van een onafhankelijke stad onder de bewoners van die plaats een referendum gehouden. Er bevinden zich in Virginia in totaal 38 onafhankelijke steden, namelijk:
- Alexandria (sinds 1852)
- Bristol (sinds 1890)
- Buena Vista (sinds 1892)
- Charlottesville (sinds 1888)
- Chesapeake (sinds 1963)
- Colonial Heights (sinds 1948)
- Covington (sinds 1952)
- Danville (sinds 1890)
- Emporia (sinds 1967)
- Fairfax (sinds 1961)
- Falls Church (sinds 1948)
- Franklin (sinds 1961)
- Fredericksburg (sinds 1879)

- Galax (sinds 1953)
- Hampton (sinds 1908)
- Harrisonburg (sinds 1916)
- Hopewell (sinds 1916)
- Lexington (sinds 1966)
- Lynchburg (sinds 1852)
- Manassas (sinds 1975)
- Manassas Park (sinds 1975)
- Martinsville (sinds 1928)
- Newport News (sinds 1896)
- Norfolk (sinds 1845)
- Norton (sinds 1954)
- Petersburg (sinds 1850)

- Poquoson (sinds 1975)
- Portsmouth (sinds 1858)
- Radford (sinds 1892)
- Richmond (sinds 1842)
- Roanoke (sinds 1884)
- Salem (sinds 1968)
- Staunton (sinds 1871)
- Suffolk (sinds 1910)
- Virginia Beach (sinds 1952)
- Waynesboro (sinds 1948)
- Williamsburg (sinds 1722)
- Winchester (sinds 1874)

De volgende steden zijn in het verleden een onafhankelijke stad geweest:
- Bedford (1968-2013)
- Clifton Forge (1906-2001)
- Manchester (1874-1910)
- Nansemond (1972-1974)
- South Boston (1960-1995)
- South Norfolk (1921-1963)
- Warwick (1952-1958)

### Maryland
Er bevindt zich één onafhankelijke stad in de staat Maryland, namelijk:
- Baltimore (sinds 1851)[6]

### Missouri
Er bevindt zich één onafhankelijke stad in de staat Missouri, namelijk:
- Saint Louis (sinds 1876)[7][8]

### Nevada
Een onafhankelijke stad wordt in Nevada aangeduid met de term consolidated municipality en wordt gevormd door het samenvoegen van een county en een plaats. Sinds 1968 staat in de grondwet van Nevada dat de wetgevende macht onafhankelijke steden mag aanwijzen en dat zij dezelfde representatie in de wetgevende macht als county's hebben. Ook hebben onafhankelijke steden in Nevada dezelfde machten en rechten als andere county's. In Nevada bevindt zich één onafhankelijke stad, namelijk:
- Carson City (sinds 1969)[10][11]

Behalve in Carson City werden soortgelijke voorstellen ook besproken in Sparks en Reno, maar in 1967 verworpen. Daarnaast hebben enkele bestuursleden in Clark County voor dergelijke plannen gepleit, maar zonder resultaat.